# VV Sparta Nijkerk
Voetbalvereniging Sparta Nijkerk is een op 15 mei 1931 opgerichte Nederlandse amateurvoetbalclub uit de gemeente Nijkerk, in de provincie Gelderland. De club speelt haar thuiswedstrijden op zaterdag op het “sportcomplex de Ebbenhorst”. Het eerste elftal van de Nijkerkers speelt al jarenlang in de top van het amateurvoetbal.

## Historie
In de paasvakantie van 1931 komt een stel vrienden uit het centrum van Nijkerk op het idee om samen een voetbal te gaan kopen en daarmee te gaan doeltrappen op een braakliggend zandveld nabij Driedorp, nu nog steeds een kern van de gemeente Nijkerk. Zo begint het en de eerste stappen zijn gezet en al spoedig krijgt men de smaak te pakken en daarmee de behoefte de krachten te meten met anderen. Een sportvereniging wordt opgericht, die de naam Sparta meekrijgt. Er wordt kleding aangeschaft en er wordt gekozen voor een oranje shirt met witte boorden en kragen. De officiële oprichtingsdatum wordt 15 mei 1931.
In 1948 wordt een afdeling korfbal opgericht. In 1971 komt de afdeling Sparta Basketbal erbij en in 1975 gaat de afdeling zaalvoetbal van start. In 1983 splitst de afdeling veldvoetbal zich af en gaat onafhankelijk verder als v.v. Sparta (N).
Er verrijst een nieuwe accommodatie, die op 3 januari 1987 wordt geopend. In 1987 promoveert Sparta (N) voor het eerst in haar geschiedenis naar de Eerste klasse (op dat moment het hoogste podium van het zaterdagamateurvoetbal), Sparta (N) wordt ongeslagen kampioen van de Tweede klasse (2C). Een paar jaar later verdwijnt de N tussen haakjes en wordt gekozen om de naam Sparta Nijkerk voluit te schrijven.
In 1991 degradeert Sparta Nijkerk onder leiding van hoofdtrainer Jan Lankreijer, maar met dezelfde trainer is de club het jaar daarop alweer terug op het hoogste niveau. In 1994 is degradatie voor de tweede keer een feit. Het duurt nu drie seizoenen voor de club weer terug is. Sparta Nijkerk heeft inmiddels trainer Henk van de Pol uit Barneveld voor de hoofdmacht gezet. In de Eerste klasse A wordt hij in 1997 met Sparta Nijkerk kampioen en promoveert naar de Hoofdklasse, die door de KNVB het jaar daarvoor ook voor het zaterdagamateurvoetbal is ingevoerd.
In 2000 haalt Sparta Nijkerk de Baarnaar Peter Visee als naar Nijkerk. Visee, die slechts een seizoen blijft, eindigt met Sparta Nijkerk op de derde plaats in de eindrangschikking in de Hoofdklasse B. Er worden 56 punten behaald en eveneens is de eerste periodetitel een feit. Albert van Nijhuis, afkomstig van FC Horst en door Visee naar Nijkerk gehaald, wordt met 23 doelpunten topscorer van zowel het zaterdag- als zondagamateurvoetbal. Na het vertrek van Peter Visee naar SV Spakenburg duikelt Sparta Nijkerk het seizoen daarop weer uit de Hoofdklasse. Erik Assink, die halverwege het seizoen 2001/02 naar Nijkerk is gehaald als opvolger van de ontslagen Tijs Schipper, lukt het niet de Nijkerkers te behouden voor de Hoofdklasse. Sparta Nijkerk heeft aan 33 punten niet genoeg om te ontsnappen aan het spelen van een promotie-degradatiewedstrijd. Op het veld van Roda Boys in Aalst is op zaterdag 25 mei 2002 het onbekende TOGR uit Rotterdam de tegenstander. Sparta Nijkerk verliest met 1-4.
Ook nu is de degradatie van korte duur. Het seizoen daarop wordt Sparta Nijkerk in de Eerste klasse D kampioen. In het seizoen 2003/04 eindigt de club in de Hoofdklasse B op een vierde plaats. DOVO, winnaar van de eerste periodetitel, wordt dat seizoen kampioen en Sparta Nijkerk neemt hun plaats in in de promotie/degradatiewedstrijden.
In het seizoen 2004/05 eindigt Erik Assink, bezig aan zijn vierde en laatste seizoen in Nijkerk, met Sparta Nijkerk op een zevende plaats in de Hoofdklasse B.
In het seizoen 2007/08 behaalt Sparta haar beste resultaat op het hoogste niveau uit haar geschiedenis. Onder trainer van Arum staat Sparta Nijkerk lange tijd bovenaan in de Hoofdklasse B. Enkele wedstrijden voor het eind staat men zelfs vijf punten voor op Spakenburg wat het hele seizoen de grootste uitdager is. Uiteindelijk wordt op de laatste competitiedag de titelstrijd in het nadeel van de Nijkerkers beslist. Na enkele povere resultaten is het toch Spakenburg wat over de langste adem beschikt en kampioen wordt in de Hoofdklasse B.
Sparta Nijkerk had een zeer slechte start van het seizoen 2008/09. In de eerste wedstrijd werd tegen Zwaluwen'30/Henver een 3-0-overwinning weggegeven, dat duel eindigde in 3-3. Een week later kwam IJsselmeervogels op bezoek in Nijkerk. Sparta verloor tevergeefs met 3-0. De eerste periode was zeer slecht. In de tweede periode is Sparta goed geklommen. Er werd ook gewonnen van HSV Hoek met 2-1, waardoor Sparta Nijkerk op de 2e plaats in de zaterdag Hoofdklasse B staat. Het puntenverschil met nummer 1 IJsselmeervogels was 7 punten, met nummer 3 HSV Hoek 2 punten. Sparta Nijkerk is 7e geworden en heeft uit de laatste 6 wedstrijden maar 2 punten weten te halen.
Toch speelde Sparta Nijkerk het seizoen erop weer in de landelijke KNVB beker. Door een halve finale plaats in de districtsbeker Oost werd dit behaald.
In het seizoen 2010-2011 speelde Sparta Nijkerk in de net opgerichte Topklasse waarin het op de een-na-laatste plaats eindigde en degradeerde. In dat seizoen werd eredivisionist Excelsior in de vierde ronde van de KNVB beker met 2-1 verslagen. In de daaropvolgende achtste finale was vv Noordwijk te sterk.
In het seizoen 2011-2012 stelt Sparta Nijkerk zich ten doel om terug te keren in de Topklasse. Dit mislukt volledig en de Nijkerkers moeten zelfs strijden tegen degradatie. Uiteindelijk eindigt de ploeg met 34 punten op de 5e plaats in de zaterdag Hoofdklasse A.
In het seizoen 2012-2013 gaat Sparta Nijkerk spelen in de zaterdag Hoofdklasse C. Het elftal eindigt enigszins teleurstellend met 39 punten op de 6e plaats, in een jaar waarin tweemaal de "Nijkerkse derby" met 1-0 wordt gewonnen van NSC
In het seizoen 2013-2014 verhuist Sparta Nijkerk weer naar de zaterdag Hoofdklasse A, en wordt winnaar van de eerste periodetitel. De ploeg gaat als zogenaamde "winterkampioen" 2014 in met een voorsprong van 7 punten op Ajax. Sparta wordt ook kampioen in de zaterdag Hoofdklasse A en promoveert (weer) naar de Topklasse. Hoofdtrainer Simon Ouaali krijgt dit seizoen als beste amateurtrainer van het jaar de Rinus Michels Award uitgereikt.
Diezelfde Simon Ouaali kreeg het op het hoogste amateurniveau van Nederland niet voor elkaar om met Sparta Nijkerk te handhaven. In de topklasse eindigt Sparta Nijkerk in het seizoen 2014-2015 op de 15e plaats, dit betekende directe degradatie en zodoende spelen de Nijkerkers in het seizoen 2015-2016 weer in de zaterdag Hoofdklasse A. Gedurende dit seizoen werd Ouaali ontslagen en kwam een oude bekende van Sparta voor de groep te staan: Marco Roelofsen. Roelofsen nam Henk van Steeg mee als assistent, de oud-voetballer van Sparta Nijkerk, Spakenburg, FC Zwolle en Cambuur Leeuwarden vulde de staf van Roelofsen aan.
Door een teleurstellende 7e plaats in het seizoen 2015-2016 komt Sparta Nijkerk ook in het seizoen 2016-2017 weer uit in de Hoofdklasse. In deze magere jaren voor de Nijkerkse club werden geen bijzondere resultaten behaald, en in de KNVB Beker werd onder andere verloren van De Graafschap (2-3) en FC Eindhoven (0-1).
Ook in het seizoen 2017-2018 en 2018-2019 speelde Sparta Nijkerk in de hoofdklasse. In het seizoen 2018-2019 wordt Sparta Nijkerk 3e en promoveert het via 6 gewonnen wedstrijden in de nacompetitie naar de derde divisie zaterdag, in de nacompetitie werden achtereenvolgens Jodan Boys, Eemdijk en RKAV Volendam met overtuigende cijfers aan de kant gezet. In de KNVB Beker was NAC Breda, op 18 december 2018, na een verlenging te sterk voor de Nijkerkers (0-1).
Vanwege de coronamaatregelen wordt het seizoen 2019 - 2020 in maart 2020 gestaakt. Sparta Nijkerk stond op dat moment eerste in de derde divisie zaterdag met een voorsprong van 5 punten op concurrent ODIN '59, met nog 7 wedstrijden te gaan. De ''eindstand'' werd ongeldig verklaard en dus promoveerde Sparta Nijkerk niet naar de hoogste afdeling van het amateurvoetbal.
Ook het seizoen 2020 - 2021 werd niet uitgespeeld in verband met corona. Sparta stond op het moment van stopzetten van de competitie gedeeld bovenaan. Na het eerste coronaseizoen dus opnieuw een flinke teleurstelling voor de Oranjehemden.
In het seizoen 2021 - 2022 pakte Sparta Nijkerk de tweede periode in de derde divisie waardoor het in de nacompetitie belandde. Helaas werd in de eerste ronde van de nacompetitie verloren van HSC'21, waardoor Sparta Nijkerk in de derde divisie bleef. Ook in dit seizoen trof Sparta Nijkerk weer een profclub in het bekertoernooi. Ditmaal bleek ADO Den Haag na 90 minuten te sterk: 0-2.
In het seizoen 2022 - 2023 eindigde Sparta Nijkerk als achtste in de competitie. In de laatste speelronde werd Sparta Nijkerk slachtoffer van matchfixing door BVV Barendrecht. BVV Barendrecht werd hiervoor gestraft, maar de Nijkerkers liepen de nacompetitie mis. In de KNVB Beker wist Sparta Nijkerk niet door de voorrondes heen te komen. In de tweede kwalificatieronde was GVVV te sterk met 1-0.
Het seizoen 2023 - 2024 begon wisselvallig voor de Nijkerkse formatie. Thuis werden punten behaald, uit werden de meeste punten verloren. Op 1 november van het jaar 2023 trad Sparta Nijkerk op de eigen Ebbenhorst aan tegen een eredivisionist: in de KNVB Beker was Fortuna Sittard de tegenstander. Sparta Nijkerk hield Fortuna 80 minuten lang op 0-0, waarna de gasten uit Sittard een makkelijk gegeven penalty nodig hadden om de 0-1 te maken. Halilovic maakte de winnende en Sparta Nijkerk was uitgeschakeld. Uiteindelijk eindigde Sparta Nijkerk in de competitie op een teleurstellende 5e plaats, wat geen recht gaf op de play-offs om promotie naar de Tweede Divisie. Eric Speelziek nam aan het einde van het seizoen 2023-2024 afscheid van Sparta Nijkerk. 
Op 1 juni 2024 nam Bert van Hunenstijn het stokje over. Onder zijn leiding begon Sparta Nijkerk voortvarend aan de competitie, met een overwinning op IJsselmeervogels (2-1) en USV Hercules (0-5). Ook in het bekertoernooi overleefde de Oranjehemden 2 kwalificatierondes (tegen SV Laar: 6-0, tegen Achilles Veen: 4-2 na ET). In het hoofdtoernooi werd thuis met 5-1 gewonnen van Capelle. Sparta Nijkerk werd vervolgens gekoppeld aan De Graafschap. In Doetinchem waren de Oranjehemden kansloos: 4-0 en einde bekertoernooi. In de competitie liep de motor soms wat stroef, met een verliespartij in Ermelo tegen DVS'33 en gelijke spelen tegen Huizen (2-2), DOVO (1-1), Sportlust (1-1) en TEC (1-1). Tot en met half maart streden de Nijkerkers volop mee om het kampioenschap en nacompetitieplekken, maar dan stort het elftal van Bert van Hunenstijn totaal ineen. Achtereenvolgens werd er verloren van Sportlust '46 (0-4), Genemuiden (1-3), Excelsior '31 (0-2), Harkemase Boys (1-3) en HSC '21 (2-3). Op 19 april is het einde seizoen, terwijl er nog 4 wedstijden te spelen waren.  
De grootste rivaal van Sparta Nijkerk was in het verleden NSC. Wedstrijden tegen deze plaatsgenoot komen echter de laatste jaren niet meer voor in competitieverband, waardoor op dit moment de (vriendschappelijke) wedstrijden tegen SV Spakenburg, IJsselmeervogels, DVS'33 Ermelo, SDC Putten en VVOG de publiekstrekkers zijn. In de jaarlijkse Harry Hamstracup, waarvan de finaledag wordt gehouden op de Ebbenhorst, doen deze clubs vaak mee.

## Trainers vanaf 1987
- 1987-1990: Pierre Stevenaart
- 1990-1993: Jan Lankreijer
- 1993-1994: Harry Cuvee
- 1994-2000: Henk van de Pol
- 2000-2001: Peter Visee
- 2001-2005: Erik Assink
- 2005: Frits van den Berk
- eerste helft 2006: Jan Boes
- 2006-2008: Hans van Arum
- 2008-2010: Henny Lee
- augustus 2010- oktober 2010: Raymond Schuurman
- oktober 2010 - juni 2011: David Nascimento
- juni 2011 - oktober 2011: Philip den Haan
- oktober 2011 - november 2015: Simon Ouaali
- november 2015 - oktober 2017: Marco Roelofsen - assistent Henk van Steeg
- november 2017 - juni 2018: Imdat Ilguy
- 2018 - 2024: Eric Speelziek
- 2024 - heden: Bert van Hunenstijn

## Sportcomplex De Ebbenhorst
In 1986 is een nieuwe accommodatie - onder de naam 'De Ebbenhorst' - gebouwd die op 3 januari 1987 officieel is geopend. De Ebbenhorst is vernoemd naar oud-voorzitter Renger Ebbenhorst.
Sparta Nijkerk beschikt over:
- Een kleedkamer- en kantinegebouw met:
  - een kantine (gerenoveerd in 2015);
  - een bestuurskamer, genaamd de Ridderzaal (genoemd naar oud-voorzitter Jan van de Ridder en gerenoveerd in 2018);
  - het Van den Tweel Business home, thuishaven voor de businessclub;
  - het wedstrijdsecretariaat;
  - 20 kleedkamers;
- Acht speelvelden (waarvan vier kunstgras):
  - A-veld (kunstgras): het A-veld is tevens het hoofdveld en voorzien van een zittribune waarop 350 toeschouwers kunnen plaatsnemen. Daarnaast zijn er twee grote en twee kleine staantribunes waardoor er 5000 toeschouwers de wedstrijden kunnen volgen. Bij aanvang van het nieuwe seizoen 2010/11 is de zittribune vernieuwd met oranje-zwarte stoelen, waarin de letters van 'Sparta' geschreven staan. In 2017 is het tribunedak gerenoveerd. In 2018 is een nieuwe geluidsinstallatie aangelegd. Het speelveld is vernieuwd in de zomer van 2022 en voorzien van een energiezuinige LED-verlichtinstallatie (300 lux) en een beregeningsinstallatie.
  - B-veld (volledig gerenoveerd en voorzien van kunstgras en energiezuinige LED-verlichting in 2019);
  - C-veld (natuurgrasveld; gerenoveerd in 2015);
  - T-veld (kunstgrasveld aangelegd in 2010; kunstgrasveld gerenoveerd en voorzien van LED-verlichting in februari 2023);
  - D-veld (natuurgrasveld, gerenoveerd in 2018);
  - E-veld (natuurgrasveld, gerenoveerd in 2018);
  - F-veld (natuurgrasveld, gerenoveerd in 2023);
  - een pupillenveld genaamd De Kweekvijver (kunstgras en aangelegd in 2019);
- Het medegebruik van het nabijgelegen kunststof korfbalveld voor trainingen en jeugdwedstrijden (van medio oktober tot medio maart);
- Een kringloopwinkel;
- Perron '31: horeca-uitgifteloket en terras (aangelegd in 2021).

## Competitieresultaten 1956–heden
| 5 4C |

| 3 4C |

| 1 4C |

| 10 3B |

| 2 4C |

| 1 4C |

| 3 3A |

| 9 3A |

| 11 3A |

| 5 4C |

| 7 4C |

| 3 4C |

| 1 4C |

| 6 3B |

| 2 3B |

| 1 3B |

| 3 2C |

| 5 2C |

| 3 2C |

| 7 2C |

| 11 2C |

| 11 2C |

| 13 2C |

| 5 3A |

| 10 3A |

| 1 4C |

| 5 3B |

| 1 3B |

| 6 2C |

| 2 2C |

| 7 2C |

| 1 2C |

| 8 1B |

| 11 1B |

| 11 1B |

| 13 1A |

| 1 2C |

| 11 1B |

| 14 1B |

| 7 2C |

| 7 2C |

| 1 1A |

| 5 C |

| 11 B |

| 8 B |

| 6 B |

| 13 B |

| 1 1D |

| 4 B |

| 7 B |

| 3 B |

| 3 B |

| 2 B |

| 7 B |

| 2 B |

| 15 |

| 5 A |

| 6 C |

| 1 A |

| 15 |

| 7 A |

| 7 B |

| 11 B |

| 3 B |

| -- |

| -- |

| 2 |

| 8 |

| 5 |

| 5 |

| Derde divisie Topklasse | Hoofdklasse | Eerste klasse | Tweede klasse | Derde klasse | Vierde klasse |

## Resultaten KNVB Beker
In de KNVB Beker heeft Sparta Nijkerk een aantal keer aan mogen treden tegen verschillende profclubs. Soms werd er gewonnen, vaak werd er verloren. Hieronder een overzicht van de resultaten in het bekertoernooi van de Nijkerkers.
In het seizoen 2001-2002 neemt Sparta Nijkerk voor het eerst deel aan het bekertoernooi. In de groepsfase van het toernooi werden de Nijkerkers ingedeeld bij Vitesse, VVOG en RKHVV in groep 15. Tegen VVOG werd, in Harderwijk, een 1-2 overwinning behaald (doelpunten: Michel van Dijkhuizen en Erik van Veldhuizen). In de thuiswedstrijd tegen Vitesse verloren de Nijkerkers duidelijk: 0-5. In de laatste wedstrijd tegen RKHVV was de eindstand 1-1, door een doelpunt van Arno van Diete aan Nijkerkse kant. Dit betekende dat Sparta op een 3e plek eindigde in de groep, en dus niet doorging naar de knock-outfase van het toernooi.
In het seizoen 2002-2003 wist Sparta Nijkerk zich niet te plaatsen voor het bekertoernooi. Ook in 2003-2004 nam Sparta Nijkerk niet deel aan de KNVB Beker.
In 2004-2005 plaatste Sparta Nijkerk zich wel voor het bekertoernooi. Vanaf het seizoen daarvoor werd er niet meer in groepsfases gespeeld, maar was het direct een knock-outschema. Op 10 augustus 2004 speelde Sparta Nijkerk de uitwedstrijd tegen FC Twente. Deze werd met ruime cijfers verloren: 8-0.
In het seizoen 2005-2006 nam Sparta Nijkerk opnieuw niet deel aan het eindtoernooi. Een jaar later wisten de Nijkerkers zich wel te plaatsen. In de eerste ronde was op het eigen sportcomplex Elinkwijk de tegenstander. Doelpunten van Rick van de Graaf en Raoul Henar zorgden ervoor dat Sparta Nijkerk won met 2-1, en zich wist te plaatsen voor de tweede ronde van het toernooi. In de tweede ronde was Haarlem de tegenstander. Amerzgiou scoorde nog voor rust voor de Nijkerkers, maar uiteindelijk wisten de Haarlemmers zich voor de volgende ronde te plaatsen door een 1-6 overwinning.
Een jaar later (het seizoen 2007-2008) was Elinkwijk opnieuw de tegenstander in de eerste ronde. Ditmaal geen thuiswedstrijd voor de Nijkerkers. In Elinkwijk gingen de oranjehemden met 2-1 onderuit. Raoul Henar scoorde nog voor Sparta Nijkerk, maar dit was niet genoeg om de tweede ronde van het toernooi te behalen.
Ook in het seizoen 2008-2009 deed Sparta Nijkerk mee aan de KNVB Beker. In de eerste ronde was, op 30 augustus 2008, op de Ebbenhorst RKVVO de tegenstander. Na een 0-0 ruststand liep Sparta Nijkerk in de tweede helft uit naar een 5-0 overwinning. Doelpunten kwamen van: Lopes-Dinis Magalhaes (2x), Arjen van Dijk en Stefan Frederiksen (2x). In ronde 2 speelde Sparta Nijkerk opnieuw thuis, tegen Lienden. Na een 1-1 stand na 90 minuten (doelpunt van Stefan Frederiksen) scoorde Erik de Kruijk namens Lienden in minuut 119 de 1-2. Lienden ging door en het bekeravontuur van Sparta hield op.
In 2009-2010 maakte Sparta Nijkerk opnieuw onderdeel uit van het bekertoernooi. De eerste ronde werd gespeeld op 29 augustus 2009, waar Sparta Nijkerk mocht aantreden in en tegen Schaesberg. Maurice van der Wilt, Wieger van de Ven en Joris van Rooijen maakte de Nijkerkse goals: 1-3. In de tweede ronde kwam er een profclub op bezoek in Nijkerk: FC Zwolle. In de eerste helft wist Tim Muller namens Sparta het openingsdoelpunt te maken: 1-0. Laat in de tweede helft kwam FC Zwolle langszij via Bram van Polen, in de 76e minuut benutte hij een penalty. In de verlenging schoot Niels Vlugt de Nijkerkers opnieuw op voorsprong: 2-1. Echter maakte FC Zwolle opnieuw gelijk door een doelpunt van Cecilio Lopes in minuut 120. Uiteindelijk wist FC Zwolle de penaltyserie te winnen en het bekeravontuur van Sparta te beëindigen.
Een jaar later deed Sparta Nijkerk opnieuw mee. Het speelde in de Topklasse en dat betekende rechtstreekse plaatsing. In ronde 2 (eerste ronde was kwalificatie) werd HVCH eenvoudig opzij gezet door de Nijkerkse formatie: 1-5. Doelpunten kwamen van Albert van Nijhuis (3x), Niels Buijtenhuis en Marco van Rooien. In de derde ronde mocht Sparta Nijkerk op de eigen Ebbenhorst aantreden tegen Kozakken Boys. Stefan Frederiksen en Albert van Nijhuis zorgden voor een comfortabele 2-0 voorsprong, waarna Kozakken Boys alleen nog maar de aansluitingstreffer wist te scoren. Sparta won 2-1 en mocht deelnemen aan de 4e ronde. In deze 4e ronde was eredivisionist Excelsior Rotterdam de tegenstander. Stefan Frederiksen maakte in minuut 21 de 1-0, waarna Daan Bovenberg namens de Rotterdammers nog voor rust de gelijkmaker op het bord zette. Halverwege de tweede helft tekende Maurice van der Wilt namens de Nijkerkers voor een 2-1 voorsprong. Deze werd niet meer uit handen gegeven en dus versloeg Sparta Nijkerk een eredivisionist om vervolgens de achtste finales van het toernooi te behalen. In deze achtste finale was Noordwijk de tegenstander op de Ebbenhorst. Een zinderende wedstrijd op 18 januari 2011 volgde. In minuut 24 opende Maurice van der Wilt de score, waarna Noordwijk voor rust 2x toesloeg: 1-2. In minuut 77 maakte Albert van Nijhuis namens de Nijkerkers gelijk. Na 90 minuten stond de 2-2 nog steeds op het scorebord en dus moest er worden verlengd. In de eerste minuut van de verlenging kwam de thuisploeg op een 3-2 voorsprong dankzij Marc van der Vegte. In de 100e minuut kwam Noordwijk opnieuw langszij en uiteindelijk moesten penalty's de beslissing brengen. Noordwijk deed dit beter en ging dus door naar de kwartfinales van het bekertoernooi.
In 2011-2012 moest Sparta het in de eerste ronde opnemen tegen VV Hoogland. Een eenvoudige overwinning werd op de Ebbenhorst behaald: 5-1. Doelpuntenmakers waren Maurice van der Wilt (2x), Niels Buijtenhuis, Karim Elkaddouri en Rob Knul. In ronde 2 van het bekertoernooi kwam Staphorst op bezoek in Nijkerk. Na 90 minuten stond een stand van 1-1 op het scorebord. Rob Knul maakte gelijk namens Sparta. In de verlenging scoorde de Nijkerkers driemaal (Saddy de Koning 2 keer en Thomas Vossebelt). Staphorst vond het net maar 1 keer en dus won Sparta met 4-2. Het avontuur van de Nijkerkers eindigde in ronde 3 tegen de naamgenoot uit Rotterdam. Sparta Rotterdam was veel te sterk en na een 3-0 ruststand eindigde de wedstrijd in een 4-0 nederlaag voor Sparta Nijkerk.
Het bekerseizoen van 2012-2013 begon voor Sparta Nijkerk met een thuiswedstrijd tegen WKE. Halverwege de wedstrijd stond Sparta al met 2-0 voor door doelpunten van Yannick Cornelisz en Niels Buijtenhuis. Uiteindelijk eindigde de wedstrijd in 3-1, omdat Yannick Cornelisz in minuut 86 de wedstrijd in het slot gooide. Voor de Spartanen wachtte opnieuw een mooie uitdaging tegen een betaald voetbal club. Op de Ebbenhorst was De Graafschap de tegenstander. Halverwege stond de brilstand nog op het scorebord, maar na de rust brak het geweld los. Namens Sparta scoorde Niels Buijtenhuis en Stefan Frederiksen. De Graafschap scoorde twee keer via Harrie Gommans, waarna Anco Jansen met een penalty de wedstrijd besliste in het voordeel van de Superboeren: 2-3.
Voor het eerst in lange tijd wist Sparta Nijkerk zich in het seizoen 2013-2014 niet te plaatsen voor het bekertoernooi, en ook in 2014-2015 wist Sparta zich niet door de kwalificatierondes te wurmen.
In 2015-2016 deed Sparta wel weer mee aan het grootste bekertoernooi van Nederland. Ongelukkig genoeg kwam Sparta Nijkerk niet voorbij de eerste ronde. In Rosmalen was de plaatselijke OJC te sterk na penalty's. De wedstrijd eindigde in 2-2, aan Nijkerkse kant scoorde Frank Tervoert tweemaal.
Ook in 2016-2017 wist Sparta Nijkerk zich niet te plaatsen voor het bekertoernooi. Mede door teleurstellende resultaten in de competitie waren de Nijkerkers niet geplaatst, en ook de kwalificatierondes brachten geen succes.
In het seizoen 2017-2018 begonnen de Nijkerkers het bekertoernooi voortvarend. Op de eigen Ebbenhorst werd Purmersteijn in de eerste voorronde met 3-0 verslagen. Doelpunten kwamen van Jesse Buitenhuis (2x) en Janic Makizodila. In voorronde twee ging Sparta Nijkerk op bezoek in Friesland, bij Harkemase Boys. Na 90 minuten én na 120 minuten stond de stand van 0-0 op het scorebord. In de verlening kregen Mennega (Harkemase Boys) en Donny van der Wal (Sparta Nijkerk) een rode kaart toegewezen. Uiteindelijk wisten de Nijkerkers na penalty's te winnen met 2-3. In de eerste ronde van het hoofdtoernooi was FC Eindhoven te gast in Nijkerk. De ploeg uit de Jupiler League speelde slecht, maar wist wel te winnen in Nijkerk: 0-1.
In 2018-2019 deed Sparta Nijkerk opnieuw niet mee aan het bekertoernooi. De competitie verliep dit seizoen wel voortvarend. Sparta Nijkerk promoveerde vanuit de hoofdklasse naar de derde divisie en in het seizoen 2019-2020 begon het bekertoernooi voor de Nijkerkers in de eerste voorronde tegen UNA. Maurice de Ruiter (2x) en Jesse Buitenhuis scoorde namens Sparta en daardoor werd UNA aan de kant gezet: 3-2. In de tweede voorronde werd Sparta Nijkerk vrijgeloot en dus was het automatisch geplaatst voor het hoofdtoernooi. In het hoofdtoernooi was op de Ebbenhorst Fortuna Wormerveer de eerste tegenstander. Maurice de Ruiter (3x), Frank Heus en Mohamed Bendadi scoorden namens de Nijkerkers. Uiteindelijk werd de wedstrijd met 5-2 gewonnen. In de tweede ronde van het toernooi kwam het ambitieuze NAC Breda op bezoek in Nijkerk. Sparta verdedigde goed, kwam er een aantal keer gevaarlijk uit en wist NAC Breda 90 minuten lang op 0-0 te houden. Uiteindelijk bleek NAC in de verlenging te sterk: Dogan maakte de 0-1.
Het `coronaseizoen' 2020-2021 dan. In de eerste kwalificatieronde won Sparta Nijkerk overtuigend op bezoek bij Cluzona: 0-4. Doelpunten werden gemaakt door Jesse van Nieuwkerk, Maurice de Ruiter, Roy Bakkenes en Donny van der Wal. Toch was de tweede kwalificatieronde het eindstation voor de Nijkerkers. Op de Ebbenhorst scoorde Gilbrano Plet en Bryan Burgerhout nog voor Sparta, maar Rijnsburgse Boys wist 3 doelpunten te maken en dus eindigde het avontuur nog voor het hoofdtoernooi begonnen was: 2-3.
Het bekertoernooi van het seizoen 2021-2022 begon voor de Nijkerkers in Beverwijk, waar DEM de tegenstander was. Justin van Groen opende de score (0-1), maar na 90 minuten stond een 1-1 eindstand op het scorebord. Ook na 120 minuten was de stand nog 1-1 en dus moesten er penalty's genomen worden. Sparta scoorde alle 5 de penalty's, DEM niet en dus ging Sparta Nijkerk door naar de volgende ronde. In de tweede kwalificatieronde wachtte een thuisduel met Sliedrecht. Na 90 minuten stond het nog altijd 0-0, maar in de verlenging gaf Sparta Nijkerk gas bij. Jesse Buitenhuis en Ricardo Fransberg maakten er 2-0 van. Zo plaatste Sparta zich voor het hoofdtoernooi van de KNVB Beker. In de eerste ronde van het hoofdtoernooi was ADO Den Haag de tegenstander. Op de eigen Ebbenhorst wist Sparta Nijkerk opnieuw lang stand te houden, maar diep in de tweede helft sloegen de Hagenezen twee keer toe: 0-2. Sparta werd opnieuw uitgeschakeld door een profclub.
Een seizoen later werd Sparta Nijkerk vrijgeloot voor de eerste kwalificatieronde. In de tweede kwalificatieronde trof Sparta Nijkerk een moeilijke tegenstander: GVVV uit Veenendaal. In Veenendaal stond het ontzettend lang 0-0, tot Veenhof namens GVVV in minuut 89 de 1-0 scoorde. Sparta werd dus opnieuw uitgeschakeld voor de start van het hoofdtoernooi van de KNVB Beker.
In het seizoen 2023-2024 begon Sparta Nijkerk in de eerste kwalificatieronde met een thuiswedstrijd tegen ONS Sneek. Uiteindelijk werd het een vrij eenvoudige overwinning voor de Nijkerkers: 2-0. Doelpunten werden gemaakt door Mounir Berhout en Mark van der Weijden. In de tweede kwalificatieronde lootte Sparta Nijkerk opnieuw een thuiswedstrijd, ditmaal tegen GVV Unitas. Sparta kwam al snel op een 2-0 voorsprong door Tyrone Fonville en Kevin Sterling, maar Unitas kwam terug tot 2-2. Uiteindelijk wisten Jesse Buitenhuis en Roy Bakkenes er gezamenlijk voor te zorgen dat Sparta Nijkerk de wedstrijd met 4-2 won. Dit betekende plaatsing voor het hoofdtoernooi. In de eerste ronde van het toernooi was op 1 november 2023 Fortuna Sittard de tegenstander. De wedstrijd werd gespeeld op sportcomplex de Ebbenhorst in Nijkerk. Uiteindelijk ging de Eredivisionist uit Sittard er vandoor met een 0-1 overwinning, na een penalty van Halilovic. 
Onder de nieuwe hoofdtrainer Bert van Hunenstijn begon het bekeravontuur voor Sparta Nijkerk in het seizoen 2024-2025 met een thuiswedstrijd tegen eersteklasser sv Laar. Het werd een makkelijke avond: 6-0. Doelpunten aan Nijkerkse zijde werden gemaakt door Omar el Ghazouani (2x), Tyrone Fonville, Roy Bakkenes en Franslyn Nsingi (2x). In de tweede kwalificatieronde lootte de Nijkerkers opnieuw een thuiswedstrijd, ditmaal tegen vierdedivisonist Achilles Veen. Na een 0-2 achterstand wonnen de Oranjehemden na verlenging met 4-2. Thomas van Dijk, Omar el Ghazouani, Janic Makizodila en Mounir Berhout waren de doelpuntenmakers. Hiermee waren de Nijkerkers opnieuw geplaatst voor het hoofdtoernooi. In de eerste ronde van de KNVB Beker was vierdedivisionist Capelle de tegenstander op de eigen Ebbenhorst. De ploeg uit Zuid-Holland werd een vrij eenvoudige prooi voor de Spartanen: 5-1 (El Ghazouani, Fonville (2x), Bakkenes & Ibrahim). In de loting voor de tweede ronde werd Sparta Nijkerk gekoppeld aan De Graafschap. De uitwedstrijd in de Vijverberg werd gespeeld op donderdag 19 december 2024 en eindigde in een 4-0 winst voor De Graafschap.  
In elke staaf van de grafiek staat van boven naar beneden vermeld: 
- Eindnotering

Dit is de positie die de club heeft bereikt in de competitie, zonder eventuele beslissings-, play-off- of nacompetitiewedstrijden die nodig zijn geweest om bijvoorbeeld de kampioen van de competitie te bepalen.
Indien een * achter het getal staat is de notering een tussenstand en kan het zijn dat de notering niet overeenkomt met de uiteindelijke eindstand van de competitie.
Staat er een - dan is het seizoen nog bezig en is er geen definitieve uitslag bekend.
Staat er xx op de positie van de notering, dan heeft de club vroegtijdig de competitie verlaten. Dit kan onder andere komen door terugtrekking van het team, faillissement van de club of door een uitgedeelde straf van de KNVB. In veel gevallen staat elders in het artikel de reden vermeld.
Staat er een ? dan is het resultaat uit het verleden onbekend, en is alleen de competitie of het niveau bekend van dat seizoen.
In de seizoenen 2019/20 en 2020/21 werd wegens de coronacrisis het amateurvoetbal afgebroken. Daardoor kennen deze staven geen eindklassering (middels -- weergegeven).
- Competitieniveau en afdelingsletter of Officiële eindstand Eredivisie
  - Competitieniveau en afdelingsletter

Hierbij geeft het getal het niveau weer, dat ook terug te vinden is in de legenda. De letter is de afdelingsaanduiding en wordt gebruikt wanneer er meer afdelingen zijn op hetzelfde niveau. De afdelingsletter is altijd een hoofdletter en wordt meestal zonder nummer gebruikt.
Voorbeeld: 2F is niveau 2e klasse competitie F.
Het competitieniveau en nummer wordt niet vermeld wanneer er slechts één competitie van dit niveau was.
  - Officiële eindstand Eredivisie (getal staat tussen haakjes vermeld)

Sinds de introductie van play-offwedstrijden voor Europees voetbal na afloop van de reguliere competitie in 2005/06, is de KNVB verplicht een eindstand van de Eredivisie door te geven aan de UEFA aan de hand van deze play-offwedstrijden.
Bij deze eindstand staan clubs die zich hebben gekwalificeerd voor Europees voetbal hoger dan clubs die zich niet wisten te kwalificeren. Indien er geen verschil was tussen de eindnotering en de officiële eindstand, staat dit getal niet vermeld.

- Onderafdeling

Hier staat afgekort de naam van de onderafdeling indien de club in dat jaar in een onderafdeling uitkwam. Tevens staat deze afkorting in de legenda en wordt gelinkt naar het artikel over deze onderafdeling. Deze afkorting wordt alleen vermeld wanneer de club in het verleden in verschillende onderafdelingen heeft gespeeld. Deze vermelding is in de staaf altijd in kleine letters. Deze onderafdelingen zijn na het seizoen 1995/96 afgeschaft. Heeft de club in slechts één onderafdeling gespeeld, dan is dit alleen terug te vinden in de legenda.
Onder de staaf staat het jaartal vermeld waarin het seizoen is afgesloten. 15 verwijst naar het seizoen 2014/15 of eventueel het seizoen 1914/15.
Wanneer een staaf leeg is, zijn deze gegevens niet bekend. Het kan ook zijn dat de club dat seizoen niet heeft meegespeeld op het hogere amateurniveau, vroegtijdig de competitie heeft verlaten of uit de competitie is gezet.

In het seizoen 1944/45 was er wegens de Tweede Wereldoorlog geen regulier competitievoetbal.

## Bekende (oud-)spelers
- Iwan Axwijk
- Roy Bakkenes
- Leon Broekhof
- Mees Hilgers
- Sven Onland
- Henk van Steeg
- Tarik Tissoudali
- Gert van Steeg
- Patrick Vroegh
- Mark van der Weijden

SC Hoevelaken · NSC · Sparta Nijkerk · Veensche Boys